# Antiblemma imitans
Antiblemma imitans är en fjärilsart som beskrevs av Walker 1858. Antiblemma imitans ingår i släktet Antiblemma och familjen nattflyn. Inga underarter finns listade i Catalogue of Life.